# 潘麗玉
潘麗玉是一位流行曲的作詞人，作詞的作品如下:
- 《棋子》 - 王菲 主唱　曲︰楊明煌　詞︰潘麗玉
- 《被動》 - 蘇慧倫主唱　詞：潘麗玉　曲：伍佰
- 《割愛》 - 萬芳　主唱：戚小戀　曲：潘麗玉　詞
- 《不安》 - 蘇慧倫主唱　作詞：潘麗玉　作曲：陳冠蒨
- 《迷惑》 - 作詞：潘麗玉　作曲：蔡議樟
- 《為難》（中視八點檔《斷掌順娘》片尾曲） - 童安格主唱　作詞：潘麗玉　作曲：戚小戀
- 《清醒》 - 關德輝主唱，詞：潘麗玉　曲：梁學凌
- 《自責》 - 關德輝主唱，詞：潘麗玉　曲：莫凡　編曲：鍾興民
- 《為何》 - 巫奇主唱，作詞：潘麗玉　作曲：Florent Pagny Marion Vernoux
- 《嫉妒》 - 辛曉琪主唱　作詞：潘麗玉　作曲：王治平
- 《軟弱》 - 王菲 主唱　作詞：潘麗玉　作曲：Ben Watt
- 《無所謂》 - 柯以敏主唱　作詞：潘麗玉　作曲：黃大煒
- 《自欺欺人》 - 任潔玲的感情用事　作詞：潘麗玉　作曲：季忠平
- 《有話直說》　 - 林志穎主唱　作詞：潘麗玉　作曲：陳俊廷
- 《心牆》 - 萬芳 主唱　作詞：潘麗玉　作曲：許仲傑
- 《你是真的愛我嗎》 - 周慧敏主唱　作詞：潘麗玉、黃秀慧　作曲：周慧敏
- 《深情不露》 - 周慧敏主唱　作詞：潘麗玉　作曲：黃舒駿
- 《聽見》 - 范曉萱主唱　作詞：潘麗玉　作曲：陳曉娟